# NAKANOサンプラザシティ

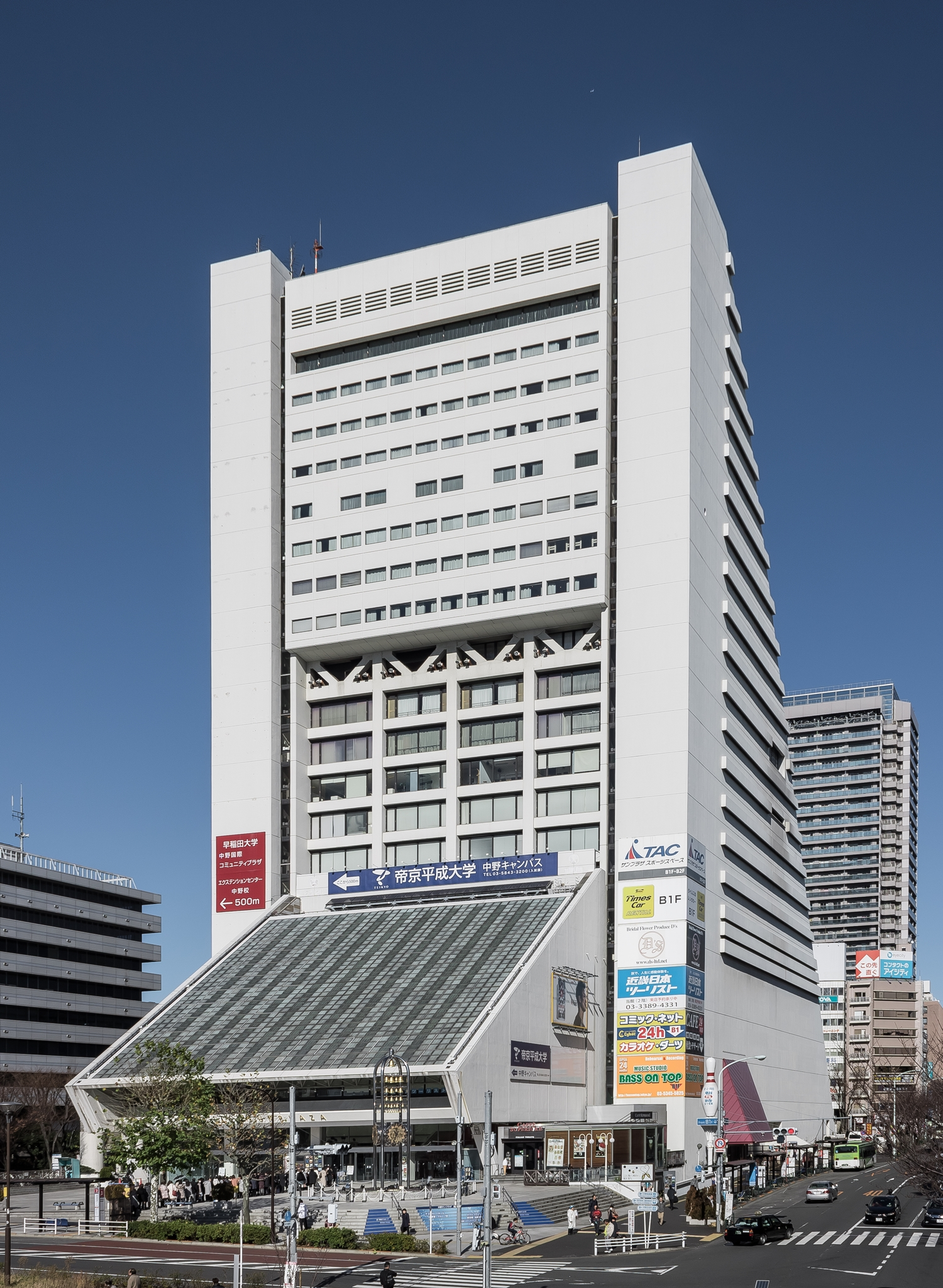
2016年現在の中野サンプラザ

NAKANOサンプラザシティ（ナカノサンプラザシティ）は、東京都中野区中野4丁目で計画されていた複合施設名。中野サンプラザ、旧中野区役所などの施設を建て替え、ホール、オフィス、住宅、ホテルなどの複合施設からなる再開発計画だった。

## 概要
2021年5月6日に、中野区と野村不動産を代表とするグループと基本協定書を締結した。2028年度内の竣工を目標としている。中野サンプラザのコンサート会場機能を継承し、最大7,000人収容の大ホールを建設する予定。また、高さ260mの超高層ビル（シンボルタワー）を建設予定もある。
2023年11月15日をもって「中野四丁目新北口駅前地区第一種市街地再開発事業」として都市計画が決定された。
しかし、2024年7月に再開発の施行認可申請を行った後に、工事費を改めて見積もった結果、およそ900億円増えることが判明し、2024年12月5日に行われた中野区議会の建設委員会に出席した野村不動産の担当者は、想定以上の工事費の上昇について、「設備工事費は想定の3倍、エレベーター工事費は2倍などになった。ここまでの上昇は前例がなかった」と述べたうえで、「原因として専門業者の繁忙期の重なりや建設業の働き方改革」が影響していることを原因に挙げた。そのうえで、「事業改善につながる施設計画の変更を行う。今後も地権者などと協議し、施行認可申請に向けて取り組む」と説明。
その後、2024年12月19日に記者会見を行った中野区の酒井直人区長は、新しい施設の住居部の割合を拡大するといった施行予定者の提案を概ね受け入れる考えを示したうえで、再開発施設が、タワーマンション化になるのではないかという懸念に対して、酒井区長は、再開発施設が商業ゾーンの充実を図り、多目的ホールの規模を維持するといった施行予定者からの提案を踏まえ、「建物の大部分が住居となる『タワーマンション』とは異なる」と述べた。また、酒井区長は「細かい条件を含めて検証はするが、中野サンプラザのDNAを引き継ぐ点については、われわれが求めたものは満たされている」とも述べた。
2025年1月29日、中野区は中野区議会に対して、再開発地区の高層棟をこれまでの1棟から2棟に変更する方針であることを明らかにした。
2025年6月19日、中野区議会は、区が野村不動産ら事業者と結んだ事業推進の協定を解除する議案を可決した。これにより、NAKANOサンプラザシティの建設は白紙撤回され、中野サンプラザ跡地の再開発計画は見直されることが決定的となった。